# Miloš Klika
Miloš Klika (3. dubna 1890 Praha – 21. srpna 1962 tamtéž) byl český profesor urologie lékařské fakulty University Karlovy v Praze, šermíř, skautský činovník a významný sběratel umění.

## Život
Otec Miloše Kliky MUDr. Čeněk Klika (20. 1. 1865 – 6. 10. 1938) působil jako rodinný lékař v Praze na Ovocném trhu. Byl jedním z prvních hygieniků (fyziků) Královského hlavního města Prahy a zasedal v městské radě. Byl přítelem A. B. Svojsíka, náčelníka a zakladatele československého skautu a také prvním starostou českých skautů. Miloš Klika byl rovněž činný v českém skautingu a roku 1914 byl na ustavující Valné hromadě nově založené organizace Junák – český skaut v Umělecké besedě v Praze zvolen zástupcem jednatele. V témže roce ukončil studia na lékařské fakultě v Praze.
Za první světové války byl nejprve na frontě, ale nakonec jako lékař působil v Maďarsku a odtamtud se po válce vrátil do Československa. Oženil se a roku 1919 se narodil syn Jaromír, později rovněž známý lékař. Za války se naučil maďarsky a proto byl roku 1919 vyslán se skupinou českých lékařů do Bratislavy, aby od Maďarů převzali Slovenskú štátnú nemocnicu v Bratislavě. V roce 1923 se v Bratislavě habilitoval z urologie, v roce 1927 byl tamtéž jmenován mimořádným profesorem. Rodina žila v Bratislavě do roku 1928 a poté se vrátila do Prahy, kde Miloš Klika provozoval soukromou praxi. V roce 1933 byl pověřen zřízením a vedením Okresní nemocenské pojišťovny v Klimentské ulici. S účinností od roku 1939 byl jmenován mimořádným profesorem pražské lékařské fakulty.
Přátelil se s generálem Aloisem Eliášem i jeho ženou a byl jejich osobním lékařem. Za války fingoval Eliášovy zdravotní problémy i záznamy o návštěvách ordinace v době, kdy byl Eliáš na tajných schůzkách. Miloš Klika byl patrně duchovním otcem tzv. chlebíčkové aféry, kdy Eliáš na recepci nabídl sedmi novinářům-kolaborantům chlebíčky otrávené bakteriemi tyfu, tuberkulózy a botulotoxinu. Byl vyšetřován gestapem a proběhla u něj domovní prohlídka, ale nakonec nebyl obviněn. V té době netušil, že jeho syn je zapojen do protinacistického odboje ve Zpravodajské brigádě Zbojník a doma ukrývá např. plány německé protiletecké obrany Prahy určené k odeslání do Londýna.
Prof. MUDr. Miloš Klika působil po válce jako asistent pro urologii na II. chirurgické klinice VFNS, kde jako první prosazoval oddělit samostatnou urologickou kliniku od chirurgie. Po komunistickém převratu roku 1948 přišel o titul i postavení profesora Lékařské fakulty a v letech 1949 – 1959 zastával místo vedoucího urologické ambulance v OÚNZ Praha 5. Patří k zakladatelům československé urologie. Napsal první čs. urologickou dvoudílnou monografii „Praktikum urologie“ (1927–1928) a několik učebnic urologie.

### Sběratel umění
Miloš Klika začal sbírat moderní umění po návratu do Prahy počátkem 30. let. Navázal zde četná osobní přátelství s výtvarníky, mezi jinými s Janem Zrzavým, Josefem Ladou, Františkem Muzikou nebo Josefem Lieslerem. Na výběru děl se podílel i jeho bratr Zdeněk Klika a historik umění Jaromír Pečírka.
Sbírka Miloše Kliky čítala kolem 160 obrazů, kreseb a grafických listů. Roku 1960 odkázal v závěti 25 obrazů Národní galerii. Notářský převod daru proběhl v letech 1962–1963. Oficiální ocenění obrazů na pouhých 255 000 korun neodpovídalo jejich kvalitě a výrazně podhodnotilo díla lyricko-imaginativní a surrealistická. Soubor obsahoval dva rozměrné obrazy Maurice Vlamincka, pět děl Emila Filly z různých tvůrčích etap, Podkarpatskou krajinu Jana Zrzavého ze 40. let, obraz Josefa Šímy Berenice, rozměrné surrealistické plátno Jindřicha Štyrského Akáty z roku 1931 a další dvě malby Štyrského a jednu od Toyen z jejich vrcholného surrealistického období, dále obrazy Františka Muziky, Aloise Wachsmana, Václava Rabase ad.
O okolnostech daru, který učinil na úkor své rodiny, není nic bližšího známo. V souvislosti s tímto darem i předchozími „dary“ Vincence Kramáře a Františka Čeřovského se objevily první články, které krotce obhajovaly "správné" soukromé sběratelství a kladly ho do kontrastu s „hromaděním nebo skrýváním majetku“, za které byli koncem 50. let sběratelé Jaroslav Borovička nebo Václav Butta odsouzeni do vězení a sbírky jim byly konfiskovány. Podle Luboše Hlaváčka „Kultivovaný lékař Miloš Klika takto za svého života vytvořil soubor, který „podstatně obohacuje a rozšiřuje naše sbírky.“ Kulturní hodnota daru i jeho vlastní sběratelský smysl však především „pobízí, abychom se správně stavěli k současné zálibě sbírat obrazy a grafické listy, která i v socialistické společnosti má své místo.“ V dobovém tisku byl Klikův odkaz reflektován jako „šlechetný akt v duchu nejlepších tradic uvědomělého soukromého sběratelství“.